# Renault Frégate

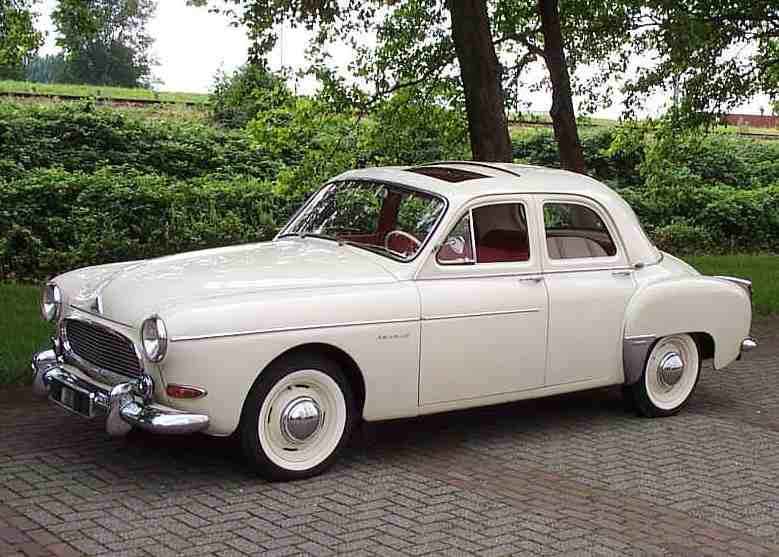
1959 Renault Frégate Transfluide

De Renault Frégate was een hogere middenklasse auto, geproduceerd door de Franse fabrikant Renault tussen 1951 en 1960.

## Ontstaan
De Frégate is ontwikkeld in de jaren onmiddellijk volgend op de Tweede Wereldoorlog. Renault had een nieuwe, moderne middenklasse auto nodig om te voldoen aan de vraag in verband met het verwachte economisch herstel. Verschillende prototypes werden geproduceerd voordat het Frégate-design werd verkozen voor productie. In eerste instantie zou de auto de motor achterin krijgen, zoals bij de recent geïntroduceerde 4CV. Dit was het project 108. Toch werd in 1949 besloten het ontwerp met de motor achterin niet voort te zetten. Gehaast werd er omgeschakeld naar een ontwerp met de motor voorin.

## Introductie
De Frégate werd onthuld op de Autosalon van Parijs van 1950, maar de eerste aflevering vond pas plaats in november 1951. De fabriek in Flins-sur-Seine waar de auto geassembleerd werd, werd in oktober 1952 formeel geopend
De productie werd maar langzaam verhoogd. In 1953 werd geschreven dat de Frégate, waarvan ongeveer 25.000 waren verkocht in Frankrijk, in verkopen ruimschoots werd overtroffen door de Citroën Traction Avant met 35.000 stuks, hoewel deze al 15 jaar op de markt was en alleen te koop in zwart.

## Ontwikkeling
Vanaf de introductie in 1950 tot 1953 werd de auto simpelweg verkocht als de Frégate, maar na de autosalon van Parijs van 1952 veranderde dat. De Frégate was te koop in twee verschillende uitrustingsniveaus, de Frégate Affaires en de Frégate Amiral. De Affaires kostte 100.000 francs minder dan de Amiral en had een simpeler dashboard, minder standaarduitrusting en bijvoorbeeld geen mistlampen. De introductie van deze goedkopere Frégate was waarschijnlijk onderdeel van dezelfde strategie die de goedkopere '4CV Service' opleverde. Geen van deze uitgeklede versies werd goed ontvangen door de klanten. In het geval van de Frégate was dit een van de pogingen om het model concurrerender te maken ten opzichte van de dominantie van Citroën op de markt voor grote familie-auto's.
Renault reageerde in 1956 op de klachten over het gebrek aan motorvermogen van de 2-liter motor door de introductie van de nieuwe 2141 cc 'Etendard' motor, die 77 pk produceerde. Een nieuwe, luxueuze 'Grand Pavois' versie van de Frégate werd in hetzelfde jaar op de markt gebracht. Een jaar later werd een drietraps, semi-automatische versnellingsbak, 'Transfluide' genaamd, een optie.
Een stationwagen, de 'Renault Domaine' was ook in 1956 geïntroduceerd, aangedreven door de 2141 cc Etendard-motor. Een luxe versie hiervan, de 'Manoir' kwam er in 1958, met standaard de Transfluide transmissie.

## Verkopen
Citroën versterkte haar marktdominantie voor grotere familiewagens in 1955 met de introductie van de futuristische DS, in 1957 gevolgd door de goedkopere ID. De verkopen van de Frégate bereikten een hoogtepunt in 1955 met 37.717 verkopen en zakten daarna in met 24.608 stuks in 1956 en een schamele 9.772 in 1957. Hierbij zitten niet de stationwagenversie of de heel kleine aantallen cabriolets van carrosseriebouwers Letourneur et Marchand. De verkopen wilden niet meer stijgen omdat de concurrentie van auto's als de Simca Vedette en de Citroëns in dit deel van de markt toenam gedurende de jaren '50.
Op 18 april 1960 kwam de laatste Frégate uit de fabriek, nadat dat jaar slechts 1.158 auto's waren gebouwd. In totaal zijn er 163.383 Frégates gebouwd in de fabriek in Flins-sur-Seine.
De verkoopaantallen van de auto werden als teleurstellend ervaren. Als oorzaken werden genoemd de kinderziekten van de eerste modellen, het gebrek aan motorvermogen en vooral tijdens de tweede helft van de jaren '50, de aantrekkingskracht van de Citroën DS. Sommige commentatoren vestigen ook de aandacht op een Franse politieke factor. Renault was direct na de oorlog genationaliseerd en de dood van Louis Renault vond plaats onder omstandigheden die toen en nu controversieel waren. Vele leden van de hogere bourgeoisie die in staat waren een dergelijke auto aan te schaffen, kochten die liever van een onafhankelijke fabrikant, zeker nadat de Peugeot 403 op de markt kwam.
De Frégate werd opgevolgd door de Rambler Classic Six van de American Motors Corporation die als Renault Rambler op de markt komt. De Renault Rambler wordt geassembleerd in de Renaultfabriek te Haren in België.

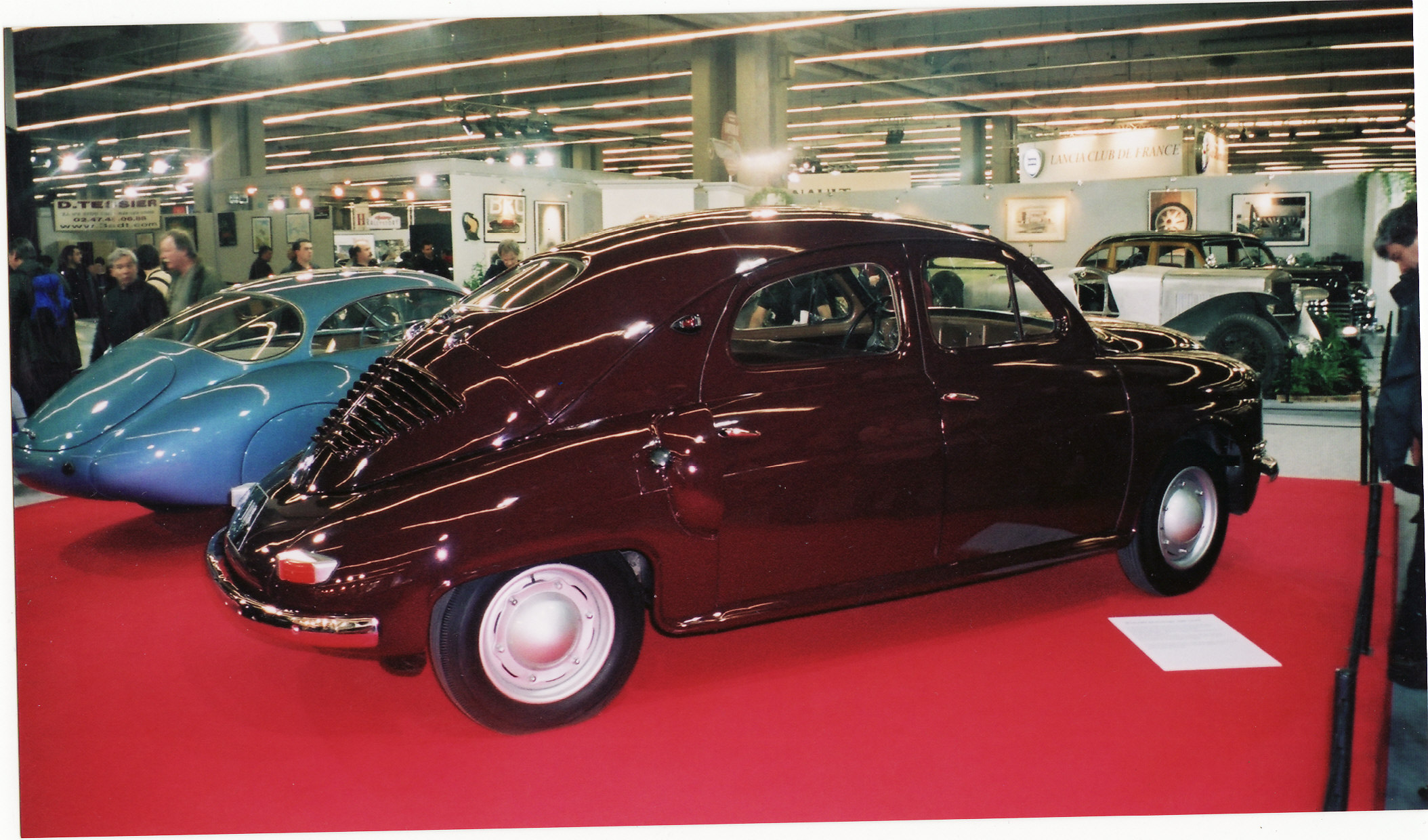
Renault "Projet 108" Prototype
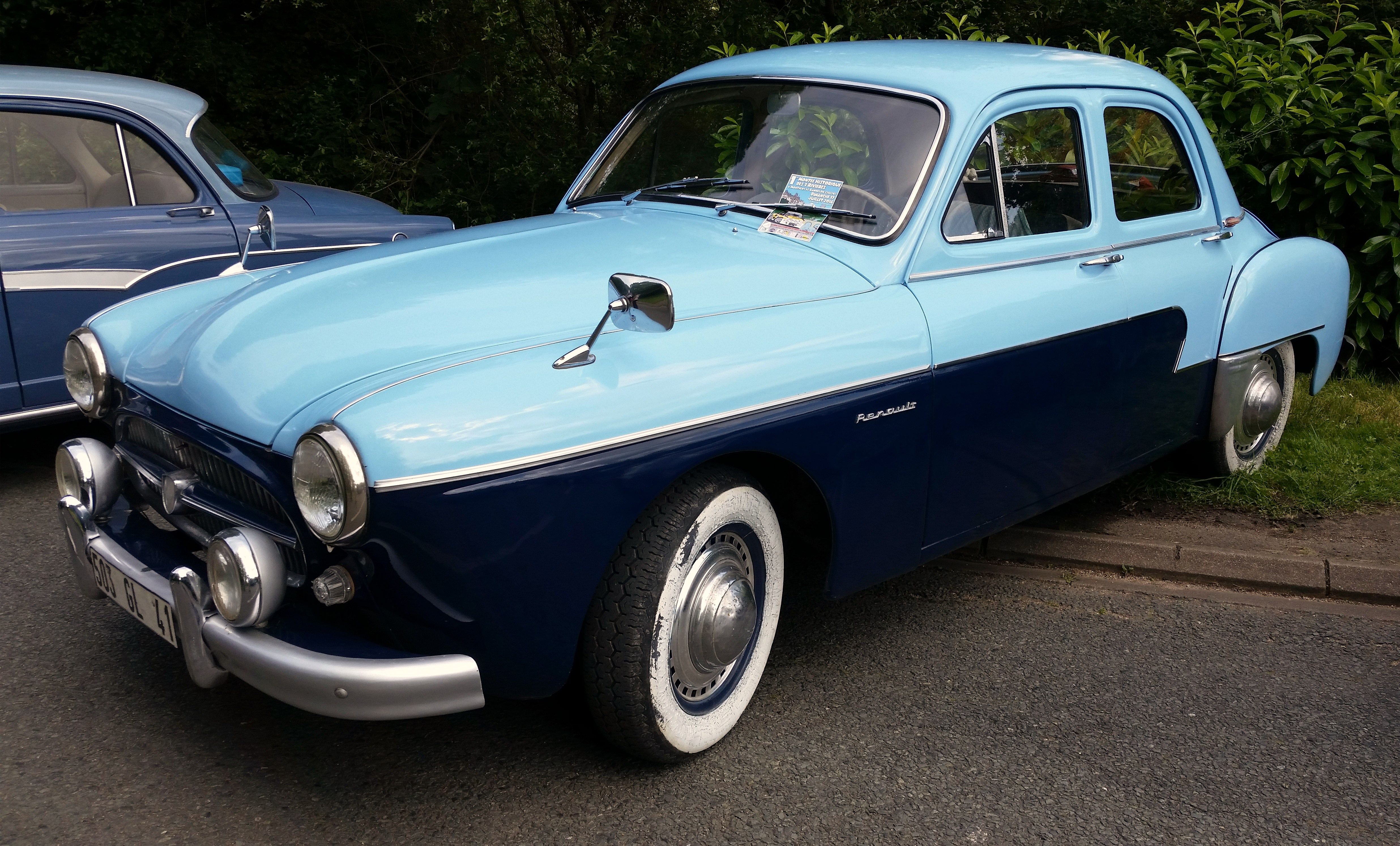
Renault Frégate
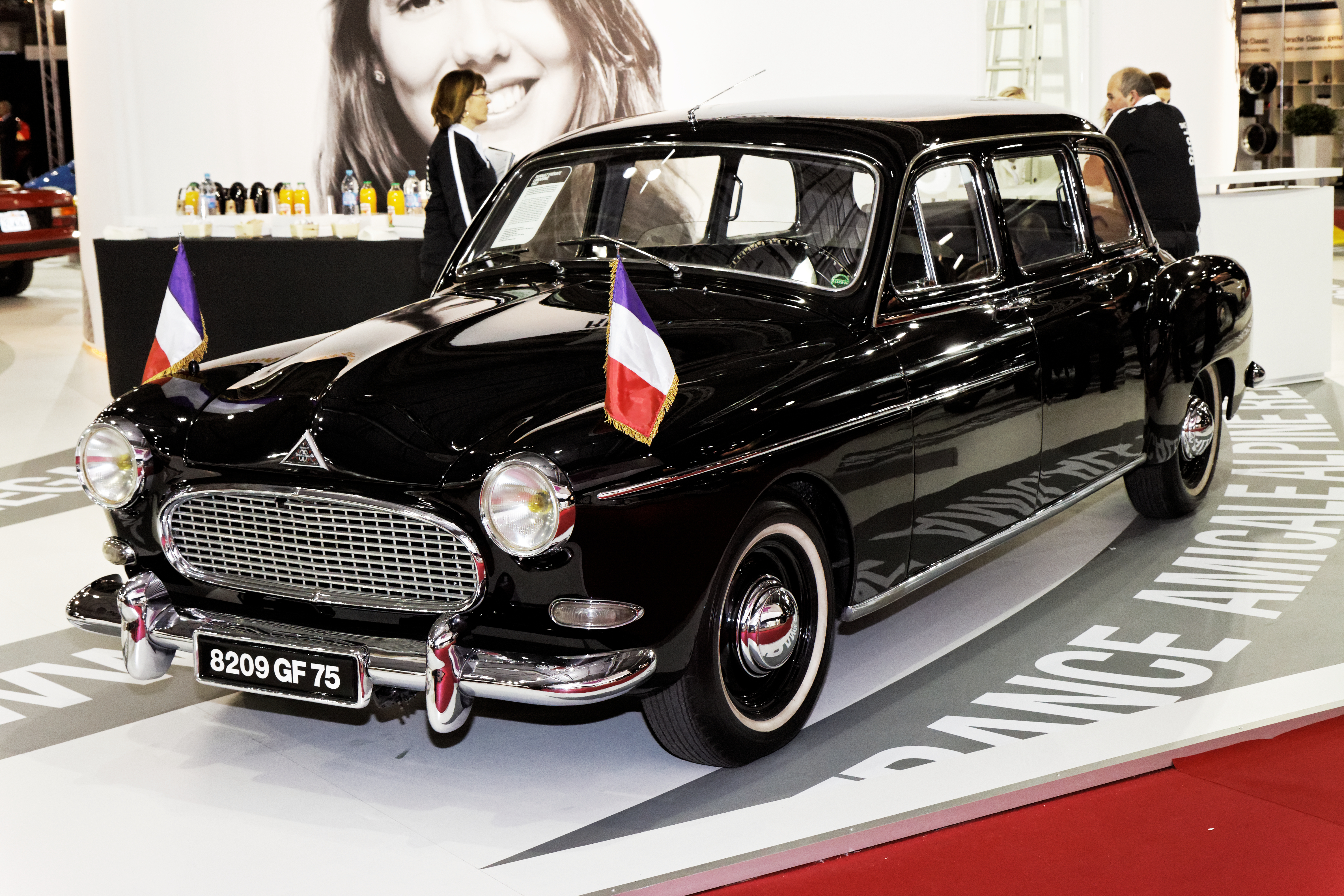
Renault Frégate limousine 1957
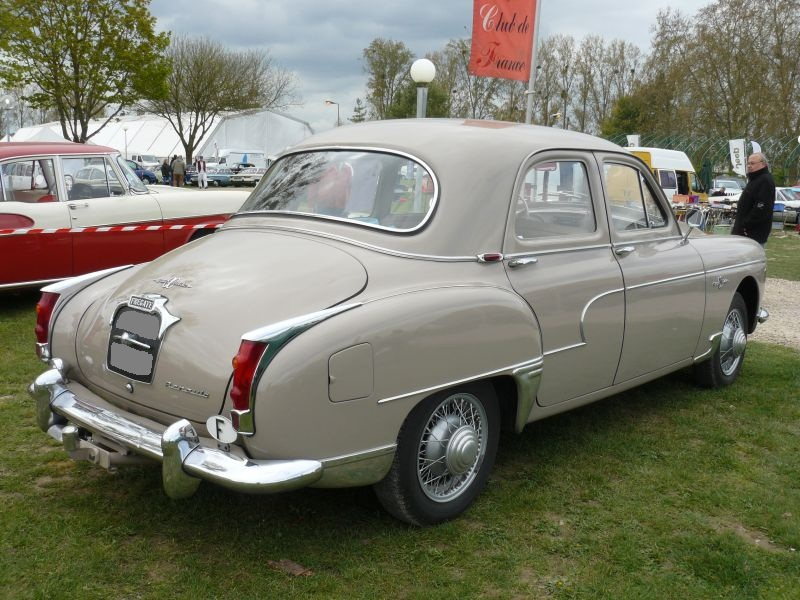
Frégate
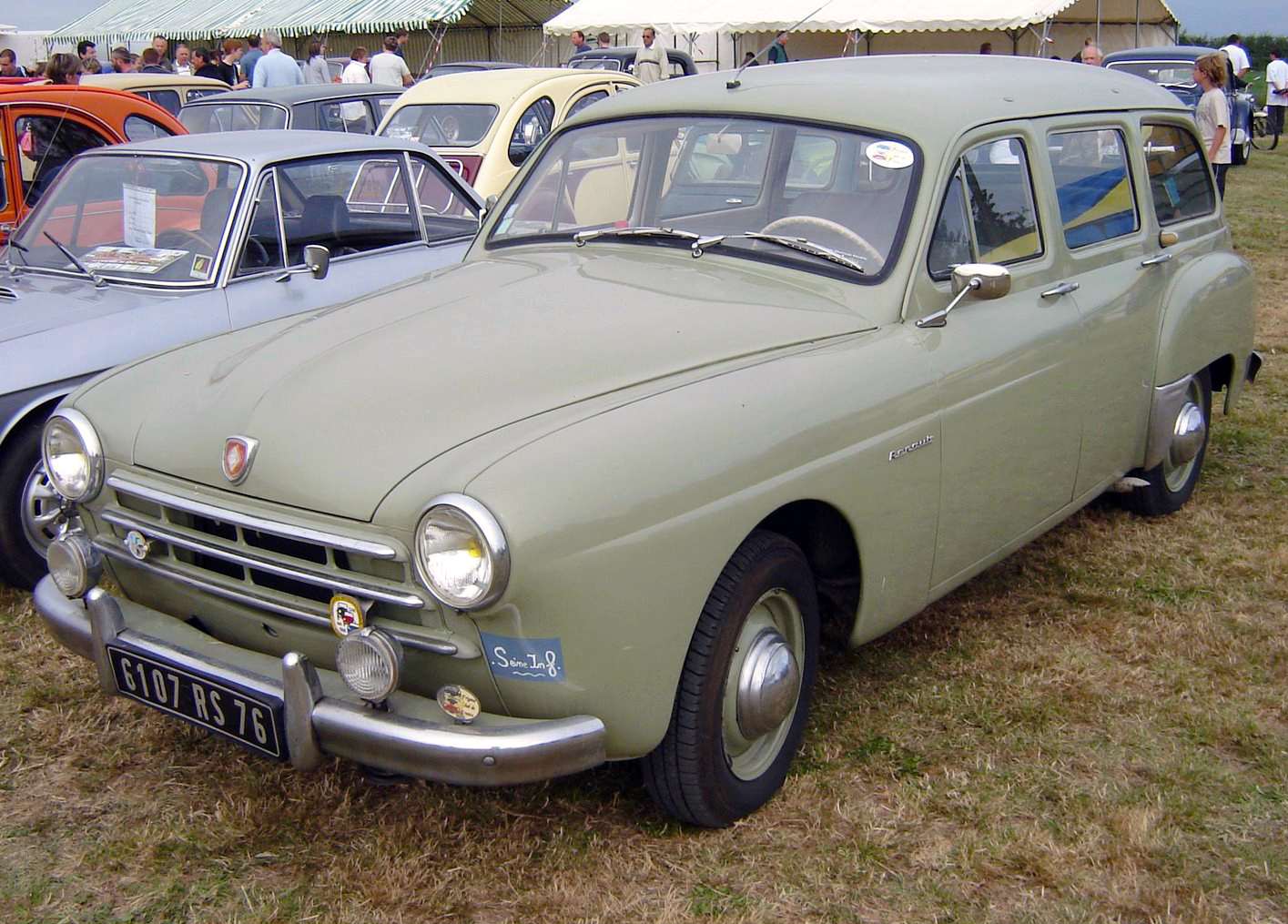
Renault Domaine